# Scissor (genre)
Pour les articles homonymes, voir Scissor.
Genre
Scissor est un genre de poissons téléostéens de la famille des Characidae et de l'ordre des Characiformes. Le genre Scissor est monotypique, c'est-à-dire qu'il n'est composé que d'une seule espèce, Scissor macrocephalus.

## Liste d'espèces
Selon FishBase (13 juin 2015):
- Scissor macrocephalus Günther, 1864